# Lucas Makowsky
Lucas Makowsky, né le 30 mai 1987 à Régina, est un patineur de vitesse canadien.

## Palmarès
- Jeux olympiques
  -  Médaille d'or en poursuite par équipes aux Jeux olympiques d'hiver de 2010 à Vancouver